# KFC Sparta Haacht Statie
KFC Sparta-Haacht Statie was een Belgische voetbalclub uit Haacht. De club was aangesloten bij de KBVB met stamnummer 2564 en had groen en wit als kleuren. De club speelde zijn hele bestaan in de provinciale reeksen.
In 2023 is de club gefuseerd met FC Tildonk, en ging de club verder onder de naam KFC Sparta Haacht Tildonk.

In 2025 kwam er een nieuwe fusie met KVC Haacht met de nieuwe naam K. Haacht United, onder het stamnummer 490 van KVC Haacht. Stamnummer 2564 werd geschrapt.
De nieuwe club komt in seizoen 2025/26 uit in 2e Provinciale, waarin Sparta Haacht Tildonk tijdens seizoen 2024/25 speelde.